# Wavy Gravy

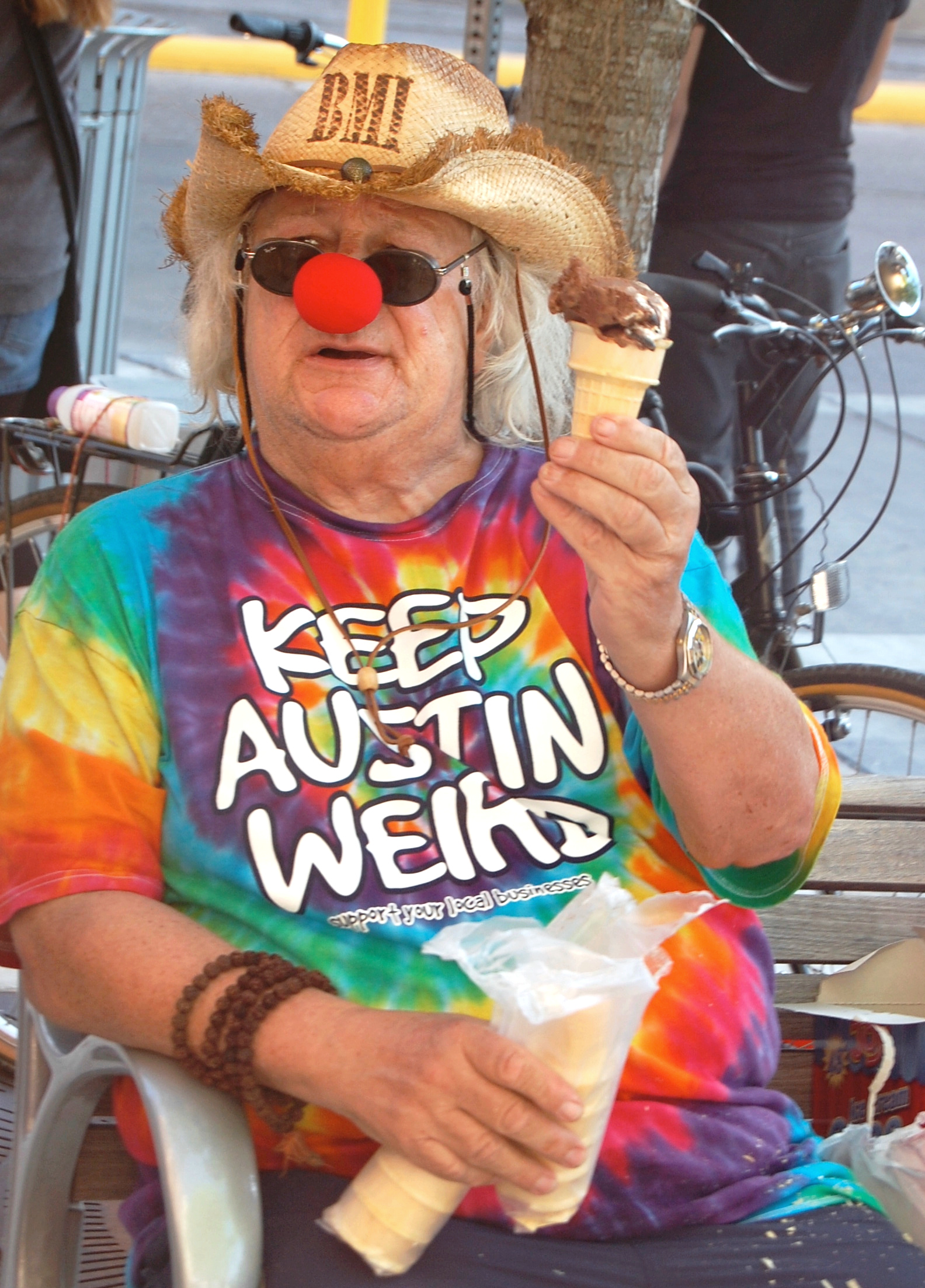
Wavy Gravy (2009)

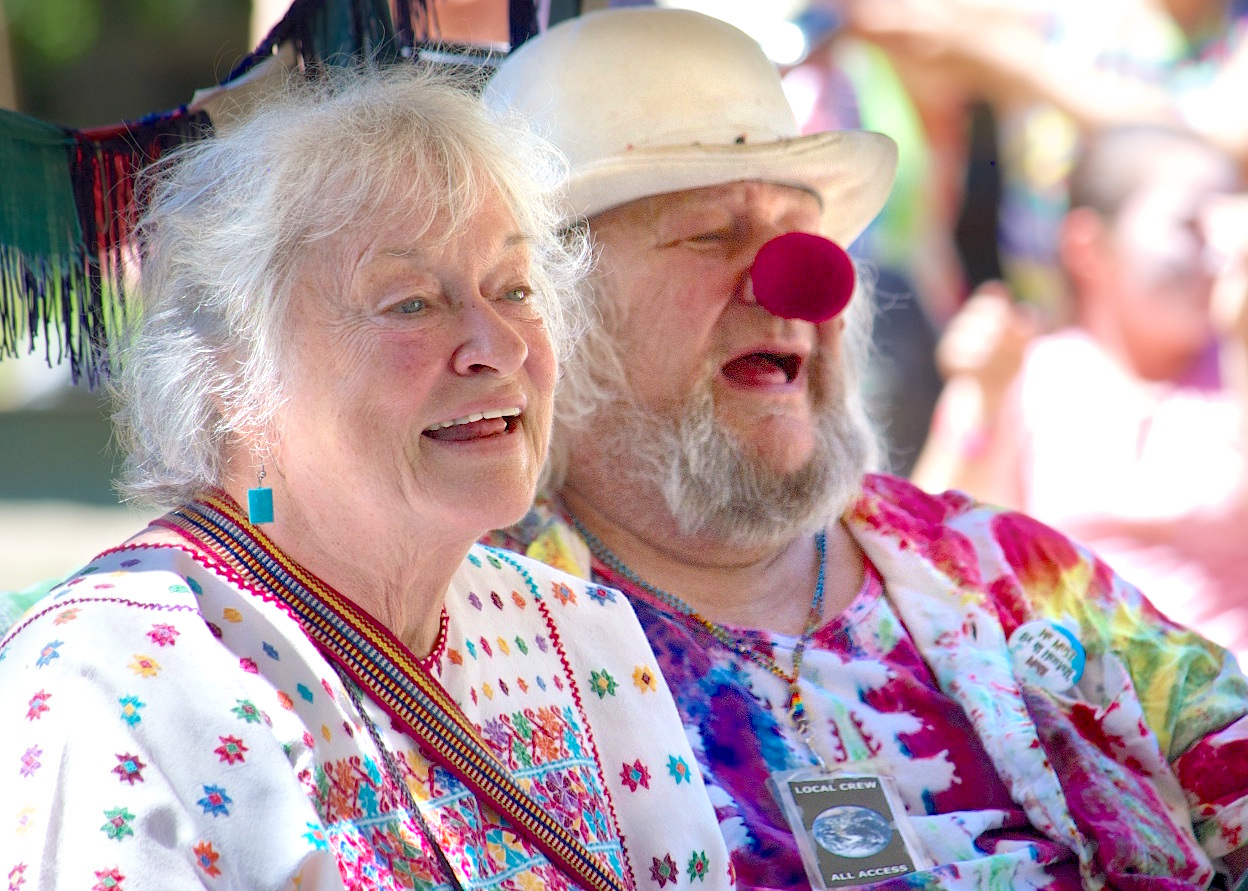
Mit Ehefrau Jahanara Romney (Bonnie Beecher)(2013)

Wavy Gravy („Wellige Soße“; eigentlich Hugh Romney; * 15. Mai 1936 in East Greenbush, New York) ist ein US-amerikanischer Aktivist, Hippie, Clown und Autor. Den ungewöhnlichen Künstlernamen erhielt er angeblich von B. B. King. Er galt als der „offizielle Clown“ der Band Grateful Dead.
Gravy war Mitglied der Merry Pranksters.
Wavy Gravy ist auch der Name einer Eiscreme-Sorte, benannt nach dem „Clown-Prinzen der Woodstock-Generation“ (so zu lesen auf der Webseite des Eisherstellers Ben & Jerry’s). Wavy Gravy sagte über sich selbst: „Ich bin ein Aktivisten-Clown und gefrorener Nachtisch“.
Anfang der 1960er war Hugh Romney eine treibende Kraft der Underground-Szene in New Yorks Greenwich Village. 1965 gründete er mit Freunden in der Nähe von Los Angeles die Hog Farm („Schweinefarm“), eine Hippie-Kommune im Umfeld von Grateful Dead. Die Hog Farm war beim Woodstock-Festival 1969 für die Sicherheit zuständig und verteilte kostenloses Essen.
Jährlich veranstaltet Wavy Gravy das Hog Farm Family Pig-Nic, ein Musik- und Kulturfestival, auf der Black Oak Ranch bei Laytonville in Kalifornien. Daneben organisiert er jeden Sommer an gleicher Stelle das Camp Winnarainbow, ein Zirkus- und Artisten-Feriencamp für Kinder und Erwachsene aus benachteiligten Verhältnissen.

## Werke
- Wavy Gravy: The Hog Farm and Friends. 1974, ISBN 0-8256-3014-2
- Wavy Gravy: Something Good for a Change. Random Notes on Peace Thru Living. 1992, ISBN 0-312-07838-2
- Wavy Gravy: Die Hog-Farm-Kommune, übersetzt von Werner Pieper, via Grüne Kraft